# Alexander Wladimirowitsch Mutowin
Alexander Wladimirowitsch Mutowin (russisch Александр Владимирович Мутовин, englische Transkription Aleksandr Vladimirovich Mutovin, bei der IBSF Alexander Mutovin; * 7. Juli 1984 in Krasnojarsk) ist ein russischer Skeletonpilot.

## Leben
Alexander Mutowin nahm bereits in der Saison 2002/03 an zwei Weltcuprennen teil. In den Jahren danach startete er international im Skeleton-Europacup, der zum Unterbau des Weltcups gehört. Bei der Juniorenweltmeisterschaft im Februar 2006 in Igls gewann er die Bronzemedaille. In der Saison 2006/07 kehrte er nach vier Rennen im America’s Cup in den Weltcup zurück. Sein zweites Rennen in Nagano beendete er als 12. und erreichte damit sein bestes Weltcupergebnis. Zu Beginn der Saison 2007/08 wurde Mutowin im neu geschaffenen Skeleton-Intercontinentalcup eingesetzt. Nach guten Ergebnissen, darunter einem sechsten Platz in Cesana Torinese, rückte der Russe zum Januar 2008 wieder in den Weltcup auf und wurde in Cesana 21.; bei der Skeleton-Weltmeisterschaft 2008 belegte er den 19. Rang.
In den folgenden Jahren konnte Mutowin sich nicht im Weltcup etablieren und startete 2008/09 und 2009/10 hauptsächlich im Intercontinentalcup sowie 2010/11 im Europacup. Nach einer Pause in der Saison 2011/12 erreichte er im Winter 2012/13 seine ersten Siege im Europacup und in der Gesamtwertung den zweiten Platz hinter Kilian von Schleinitz. Daraufhin startete er im folgenden Winter wieder im Intercontinentalcup und feierte auch dort seinen ersten Sieg und wurde Dritter im Gesamtklassement. Mutowin nahm danach am Weltcup-Finale in Königssee teil, das zugleich die Europameisterschaft darstellte, bei der er Elfter wurde. 2014/15 gewann er zum Saisonstart ein weiteres Rennen im Intercontinentalcup, erreichte bei zwei Teilnahmen am Weltcup jedoch erneut nur die Ränge 13 und 14. Im Winter 2015/16 startete er zunächst im Europacup, wo er das zweite Rennen in Altenberg zeitgleich mit Fabian Küchler gewann und auch beim dritten Saisonrennen in Sigulda siegte.